# ...Et d'autres officiels
Pour plus de détails, voir Fiche technique et Distribution.
...Et d'autres officiels (... И другие официальные лица, ... I drugie ofitsialnye litsa) est un film soviétique réalisé par Semion Aranovitch, sorti en 1976,.

## Fiche technique
Sauf indication contraire, les informations mentionnées dans cette section peuvent être confirmées par la base de données cinématographiques IMDb,  présente dans la section « Liens externes ».
- Titre français : ...Et d'autres officiels[3]
- Titre original : ... И другие официальные лица, ... I drugie ofitsialnye litsa
- Réalisation : Semion Aranovitch
- Scénario : Alexandre Gorokhov (ru)
- Photographie : Genrikh Marandjian
- Musique : Oleg Karavaïtchouk
- Décors : Isaak Kaplan
- Société de production : Lenfilm
- Pays de production :  Union soviétique
- Langue de tournage : russe
- Format : Couleurs - 2,35:1 - Son mono - 35 mm
- Genre : Drame
- Durée : 89 minutes (1h29)
- Date de sortie :
  - URSS : 8 novembre 1976[4]